# توماس شاتيل
توماس شاتيل (31 مارس 1981 بجيتي في بلجيكا - ) هو لاعب كرة قدم بلجيكي في مركز الوسط. شارك مع منتخب بلجيكا تحت 17 سنة لكرة القدم ومنتخب بلجيكا تحت 21 سنة لكرة القدم ومنتخب بلجيكا لكرة القدم. أما مع النوادي، فقد لعب مع إن إي سي نيميخن وكيه في ميخيلين ونادي جينك ونادي رويال أندرلخت ونادي سينت ترويدن ونادي غينت ونادي مونز.

## مسيرته الكروية
لعب توماس شاتيل خلال مسيرته الاحترافية مع 7 أندية في تسعة عشر موسمًا وسجل خلالها 24 هدفًا ضمن 318 مباراة. حيث فاز في موسم واحد بالكأس وفي موسمين بالدوري.
خاض توماس شاتيل مسيرته مع نادي غينت في موسم 1998–99 ولمدة موسمين، مشاركًا في 29 مباراة سجل خلالها هدفًا واحدًا. ثم انتقل إلى نادي كيه في ميخيلين في موسم 1999–00 لمدة موسم واحد، حيث شارك في 10 مباريات سجل خلالها هدفين. لينتقل بعدها إلى نادي جينك في موسم 2000–01 ليلعب معه ثمانية مواسم، مشاركًا في 146 مباراة سجل خلالها 13 هدفًا. ثم انتقل إلى نادي رويال أندرلخت في موسم 2007–08 ليلعب معه أربعة مواسم، مشاركًا في 58 مباراة سجل خلالها 6 أهداف. هذا وانتقل لاحقًا إلى نادي إن إي سي نيميخن في موسم 2010–11 لمدة موسم واحد، مشاركًا في 27 مباراة ولم يسجل أي هدف. ثم انتقل بعدها إلى نادي سينت ترويدن في موسم 2011–12 لمدة موسم واحد، مشاركًا في 9 مباريات ولم يسجل أي هدف أيضًا. ليعود وينتقل من جديد، لكن هذه المرة إلى نادي مونز في موسم 2012–13 ولمدة موسمين، مشاركًا في 39 مباراة سجل خلالها هدفين.

## وصلات خارجية
- توماس شاتيل على موقع الاتحاد البلجيكي (الإنجليزية)
- توماس شاتيل على موقع قاعدة بيانات كرة القدم.إي يو (الإنجليزية)
- توماس شاتيل على موقع ناشيونال فوتبول تيمز (الإنجليزية)
- توماس شاتيل على موقع Soccerway.com (الإنجليزية)
- توماس شاتيل على موقع عالم كرة القدم.نت (الإنجليزية)